# Cục An ninh đối ngoại (Việt Nam)
Cục An ninh đối ngoại (A01) trực thuộc Bộ Công an Việt Nam là cơ quan đầu ngành tham mưu chiến lược về công tác đảm bảo an ninh đối ngoại, các chủ trương, giải pháp, biện pháp đảm bảo lợi ích, chủ quyền an ninh quốc gia; có nhiệm vụ nắm chắc tình hình, dự báo sát sự biến động của thế giới, khu vực để tham mưu kịp thời những chủ trương, chính sách cho Đảng, Nhà nước và Đảng ủy Công an Trung ương.

## Quá trình phát triển
Tháng 8 năm 2018, thực hiện Nghị quyết 22 của Bộ Chính trị, Nghị quyết 01 và Đề án 106 của Đảng ủy Công an Trung ương về sắp xếp tinh gọn bộ máy theo mô hình tổ chức mới, Cục An ninh đối ngoại được thành lập trên cơ sở sáp nhập 4 cục nghiệp vụ và tiếp thu một số chức năng, nhiệm vụ của Tổng cục An ninh trước đây, chuyển về trực thuộc Bộ Công an.

## Tổ chức
Cơ cấu tổ chức của A01 gồm các phòng tham mưu, chính trị - hậu cần và các phòng nghiệp vụ phản gián, cụ thể gồm:
- Phòng Tham mưu[7]
- Phòng Chính trị - Hậu cần[8]
- Phòng Châu Á 1[9][8]
- Phòng Châu Á 2[8][10]
- Phòng Châu Á 3[8]
- Phòng Châu Á 4[8][11]
- Phòng Châu Bắc Âu[8]
- Phòng Châu Âu 1[8]
- Phòng Châu Âu 2 [8]
- Phòng Châu Mỹ[8]
- Phòng 8[12]
- Phòng Tổ chức quốc tế và phi chính phủ nước ngoài[13][8]

## Khen thưởng
- Huân chương Bảo vệ Tổ quốc hạng Nhất[14]

## Lãnh đạo hiện nay
- Cục trưởng: Đại tá Tô Long, Bí thư Đảng ủy Cục, Chánh Văn phòng Thường trực Bộ Công an về Gìn giữ hòa bình Liên Hợp Quốc

- Phó Cục trưởng:

1. Thiếu tướng Đặng Khắc Chất, Phó Bí thư Đảng ủy Cục
2. Thiếu tướng Nguyễn Thế Hùng, Phó Chánh Văn phòng Thường trực Bộ Công an về Gìn giữ hòa bình Liên Hợp Quốc
3. Đại tá Mai Thế Quang
4. Thượng tá Đỗ Thị Thu Hằng

## Cục trưởng qua các thời kỳ
| Tên             | Nhậm chức        | Rời chức         | Cấp bậc | Ghi chú                                |
| --------------- | ---------------- | ---------------- | ------- | -------------------------------------- |
| Nguyễn Kim Quy  | Tháng 8 năm 2018 | Tháng 3 năm 2019 |         | nguyên Phó Tổng cục trưởng Tổng cục I  |
| Dương Hà        | Tháng 3 năm 2019 | Tháng 4 năm 2022 |         | nguyên Phó Cục trưởng Cục A01          |
| Đào Xuân Lân    | Tháng 4 năm 2022 | Tháng 6 năm 2024 |         | nguyên Giám đốc Công an tỉnh Khánh Hòa |
| Nguyễn Sỹ Quang | Tháng 6 năm 2024 | Tháng 6 năm 2025 |         | nguyên Giám đốc Công an tỉnh Đồng Nai  |
| Tô Long         | Tháng 6 năm 2025 |                  |         | nguyên Phó Cục trưởng Cục A01          |

## Phó Cục trưởng qua các thời kỳ
- Đại tá Phan Thanh Nhã[20]
- Đại tá Lê Đức Thành, đến 12.2020, hiện là Phó Giám đốc Công an tỉnh Hải Dương[21]
- Đại tá Huỳnh Tấn Hạnh đến 04.2022, hiện là Trưởng Cơ quan Đại diện Bộ Công an Việt Nam tại Lào[22][23]
- Thiếu tướng Nguyễn Đức Bằng[24]
- Thiếu tướng Dương Danh Tùng[25]
- Thiếu tướng Đặng Khắc Chất[26]
- Đại tá Lê Văn Hoàng[27]
- Đại tá Nguyễn Thành Công[28]
- Thượng tá Tô Long, Phó Chánh Văn phòng Thường trực Bộ Công an về Gìn giữ hòa bình Liên Hợp Quốc[29]
- Đại tá Nguyễn Xuân Thao, 01.2023-6.2024, nguyên Phó Giám đốc Công an tỉnh Đồng Nai, nguyên Trưởng phòng tham mưu, Cục An ninh đối ngoại[30][31][32]
- Thượng tá Mai Thế Quang, từ 4.2023-nay, nguyên Phó Giám đốc Công an tỉnh Quảng Ninh[33]